# ゲームカタログII
『ゲームカタログII』（ゲームカタログツー）は、1994年10月8日から1998年3月25日までテレビ朝日で放送された情報バラエティ番組（ゲーム番組）。略称は「ゲーカタ」。この項では1994年4月8日から9月30日まで放送された前身番組『ファミ通ゲームカタログ』についても触れる。

## 概要
アスキー（当時）のテレビゲーム情報誌『ファミコン通信（現：ファミ通）』が監修していた番組の1つで、毎回テーマを設けてはその内容に沿ったゲームや関係者などを紹介していた。コンシューマーゲームだけでなく、当時はまだ馴染みの薄かったPCゲームも紹介するなど、当時放送されていた子供向けのゲーム番組とはまた違う本格的な内容の番組だった。番組は途中、『ファミ通』で連載の「クロスレビュー」をそのまま放送するコーナーも設けていた。番組のラストでは、前日に発売された『ファミ通』のランキングを紹介していた。基本的には深夜番組として放送されていたが、土曜朝の時間帯に放送されていた時期もある。番組表上では「ゲームII」「ゲームカタログ」あるいは単に「ゲーム」とだけ表記されていた。
ファミ通ゲームカタログ
1994年4月、木曜日深夜枠で『ファミ通ゲームカタログ』というタイトルでスタート。司会は今田耕司と東野幸治が抜擢された。しかし彼らは特にゲームに詳しいというわけでもなく、わりと淡々と番組に参加しており、あまりやる気が見られない場面も数多く見られた。後に放送当初は小さな会議室での番組収録で驚きの連続であったと番組中に度々語っていた。また二人は当時、同じ木曜深夜帯にTBSで放送されていた『ダウンタウン汁』にもレギュラー出演しており、さらに放送時間帯も一部であるが重なっていたため、浜田雅功に「お前ら、深夜のゲームの番組なんや？」「俺らにバレへんと思ってたんか？」とツッコまれる場面があり、またフジテレビ『ダウンタウンのごっつええ感じ』の「ザ・対決」のコーナーオープニングのトークでも松本人志に「わけのわからんファミコン番組やめや。顔が素やで、あん時」とアドリブで突然話題に出され、今田はつい素で「吉本のゲーム業界進出のために人柱になっている」と必死に返す場面があった。
番組最終回で東野が「この番組が終わって何か思い出はありますか？」とチャイルド秋絵へ聞いたところ「ケーキが食べれる・・一応ダイエットしてたから」と、体型維持の努力をしていた事を吐露したところに今田が「第一回放送から比べたら肥えたぞ！！初めは本当にチャイルドみたいだったのに！」と言う会話がなされるほど最終回としては余韻の無い雑な終わり方で締められた。
ゲームカタログII
1994年10月、番組名が『ゲームカタログII』に改題され、放送枠も深夜帯から朝6時に移動となった。今田・東野は1995年3月をもって降板し、同年4月からは替わって伊集院光が司会を務めるようになる。伊集院は芸能界きってゲーム好きであり、放送内容も通常のスタジオ収録のみならずロケも数多く行われ、取り上げられる内容もゲーム界全体の幅広いテーマが扱われるようになった。1996年4月より放送時間が深夜帯に再び移動となると同時に企画構成も伊集院が自ら担当し始め、以降伊集院は番組が終了するまで司会・企画構成を務め上げ、その後もテレビ東京系列局でファミ通との提携番組『GameWave』でも司会に起用されることになった。

## 放送時間
いずれも日本標準時。
- 木曜 26:10 - 26:40 （1994年4月 - 1994年9月）
- 土曜 06:00 - 06:30 （1994年10月 - 1996年3月）
- 火曜 25:40 - 26:10 （1996年4月 - 1996年12月）
- 月曜 26:10 - 26:40 （1997年1月 - 1997年3月） - 『深夜水族館』月曜第3部の番組として放送。
- 水曜 27:30 - 28:00 （1997年4月 - 1997年9月）
- 水曜 26:40 - 27:10 （1997年10月 - 1998年3月）

## 出演者

### 司会
- 今田耕司、東野幸治（1994年4月 - 1995年3月）
- 伊集院光（1995年4月 - 1998年3月）

### アシスタント
- チャイルド秋絵（1994年4月 - 1994年9月）番組コーナーの「ベストセレクション」に4月22日放送分より登場。5月6日放送で今田耕司よりコーナー内のアシスタントとして紹介された。別枠では初回放送分より出演していた。
- 中山博子（1994年10月 - 1995年9月）
- 稲葉貴子（1995年4月 - 1995年9月）
- 鈴木紗理奈（1995年4月 - 1996年3月）
- 高橋里華（1995年10月 - 1998年3月）

### コーナー出演者
- ピエール瀧（電気グルーヴ） - 「光くんと瀧くん」のコーナーに出演。「自腹で買った『マリオカート64』をどうすれば高く売れるのか？」という企画で、「直筆サインを入れたらどうか？」とサインをしたら「落書きは買い取れません」と店員に言われて憤慨した。「秋の公園でしょうゆで靴を煮染める」や「公園でひとりぼっちでカラオケをする」という企画もあった。

### 不定期出演者
- ファミ通編集部の編集者達が放送全話において登場。放送当初は主に当時の編集長・浜村弘一(浜村通信)が出演。チャイルド秋絵はレギュラー的な扱いで、ほぼ毎回出演していたが番組改編後のゲームカタログⅡからはスタジオでの出演回数は大幅に減りゲームショーなどの野外ロケで番組アシスタントのアイドルと不定期ではあるが出演する事があった。ジョルジョ中治は初期、ローリング内沢は初期から後期まで不定期ではあるがスタジオやロケに登場するなど特に出演回数が多かった編集者である。他にもイザベラ永野、渡辺美紀、新宿ジャッキー(羽田隆之)とブンブン丸(篠原元貴)などが番組出演が多い編集者であった。

### ナレーター
- 菊池正美（1995年4月-1996年3月）
- 島津冴子（1996年4月-1998年3月）

## スタッフ
- 企画監修：浜村弘一、ファミコン通信（ファミ通：1995年12月22日から誌名変更）
- 企画構成：伊集院光
- 構成：鈴木しげき、井出尚志、渡辺雅史（臨時）
- TD：千葉孝、野原隆司
- 美術：東宝舞台
- ディレクター：鬼塚慎二（J.V.プロデュース）、佐取あつし
- プロデューサー：森岡茂実（テレビ朝日）、東田眞一（J.V.プロデュース）
- アシスタントプロデューサー：湯田坂由美（ジャパン・ヴィステック）、小坂聡美（J.V.プロデュース）
- 協力：プラスエージェンシー、スタジオドールアップ
- 制作協力：J.V.プロデュース
- 制作：テレビ朝日、ジャパンヴィステック

## テーマ曲

### オープニングテーマ
- BASS PARTY/BASS MASTERS

### エンディングテーマ
- 灼熱のMY BABY/m.c.A.T.
- non non non/Les 5-4-3-2-1
- 550を捜せ!/STRAY
- SUNDAY /RUBY RUBY STAR
- おしえて神様/モードロック
- Everybody go!go!go!/ひふみかおり
- FIRE/CONFUSION
- 宇宙犬のテーマ/宇宙犬
- MIND MOTION/高橋里華
- ジュンスイムク ノ テクにシャン/Hi-posi
- DESTINY/LAZY KNACK
- 40日ボンバー/808
- オレは宇宙のファンタジー/アリラン明電
- きっとできるさ/ドミンゴス